# Pharmacoeconomics
Pharmacoeconomics ist eine wissenschaftliche Fachzeitschrift, die vom Springer-Verlag veröffentlicht wird. Die Zeitschrift erscheint mit zwölf Ausgaben im Jahr. Es werden Arbeiten veröffentlicht, die sich mit der Pharmakoökonomie beschäftigen.
Der Impact Factor lag im Jahr 2014 bei 2,45. Nach der Statistik des ISI Web of Knowledge wird das Journal mit diesem Impact Factor in der Kategorie Pharmakologie und Pharmazie an 121. Stelle von 254 Zeitschriften und in der Kategorie Pflegewissenschaften an 25. Stelle von 89 Zeitschriften geführt.